# Astochia hulli
Astochia hulli là một loài ruồi trong họ Asilidae. Astochia hulli được Joseph & Parui miêu tả năm 1997. Loài này phân bố ở miền Ấn Độ - Mã Lai.